# 1983 au cinéma
| Années du cinéma : 1980 - 1981 - 1982 - 1983 - 1984 - 1985 - 1986    |
| Décennies du cinéma : 1950 - 1960 - 1970 - 1980 - 1990 - 2000 - 2010 |

Cet article présente les faits marquants de l'année 1983 au cinéma.

## Principales sorties en salles en France
- 27 avril : Les Derniers Monstres (Sesso e volentieri)
- 11 mai : L’Été meurtrier
- 19 octobre : Le Retour du Jedi
- 26 octobre : Papy fait de la résistance
- 23 novembre : Les Compères
- 21 décembre : Tchao Pantin

## Principaux films de l'année
- À bout de souffle, made in USA (Breathless)
- Antarctica
- Christine
- Les Compères
- L’Été meurtrier
- Le Jour d'après (The Day After)
- Le Marginal
- Monty Python : Le Sens de la vie
- Octopussy
- Œil pour œil
- La Quatrième Dimension
- Scarface
- Le Retour du Jedi
- Tchao Pantin
- La Valse des pantins
- Wargames
- Ya tebia nikogda ne zaboudou
- Yentl

## Festivals

### Cannes
- La Ballade de Narayama de Shōhei Imamura remporte la Palme d'or au Festival de Cannes.

### Autres festivals
- 8e édition du Festival panafricain du cinéma et de la télévision de Ouagadougou (Fespaco) : Finyè de Souleymane Cissé (Mali) obtient le grand prix (Étalon de Yennenga).
- 2e Festival international de films de Fribourg (FIFF)

## Récompenses

### Oscars
- Tendres Passions de James L. Brooks remporte l'Oscar du meilleur film.

### Césars
- Meilleur film : La Balance de Bob Swaim
- Meilleur acteur : Philippe Léotard pour La Balance

- Meilleure actrice : Nathalie Baye pour La Balance

- Meilleur réalisateur : Andrzej Wajda pour Danton
- Meilleur second rôle masculin : Jean Carmet dans Les Misérables
- Meilleur second rôle féminin : Fanny Cottençon dans L'Étoile du Nord
- Meilleur film étranger : Victor Victoria de Blake Edwards

## Box-Office

### France
| Class.                     | Titre                                     | Pays                  | Réalisateur      | Box-Office France |
| -------------------------- | ----------------------------------------- | --------------------- | ---------------- | ----------------- |
| 1.                         | Les dieux sont tombés sur la tête         |                       | Jamie Uys        | 5 950 061 entrées |
| 2.                         | L'Été meurtrier                           |                       | Jean Becker      | 5 137 040 entrées |
| 3.                         | Le Marginal                               |                       | Jacques Deray    | 4 956 822 entrées |
| 4.                         | Les Compères                              |                       | Francis Veber    | 4 847 229 entrées |
| 5.                         | Star Wars, épisode VI : Le Retour du Jedi | États-Unis d'Amérique | Richard Marquand | 4 243 984 entrées |
| Source : cbo-boxoffice.com |                                           |                       |                  |                   |

## Principales naissances
- 17 janvier : Ryan Gage
- 13 février : Reem Kherici
- 21 février : Mélanie Laurent
- 23 février : Emily Blunt
- 27 février : Kate Mara
- 1er mars : Lupita Nyong'o
- 15 avril : Alice Braga
- 5 mai : Henry Cavill
- 6 mai : 
  - Adrianne Palicki
  - Gabourey Sidibe
- 11 août : Chris Hemsworth
- 14 août : Mila Kunis
- 20 août : Andrew Garfield
- 5 octobre : Jesse Eisenberg
- 17 octobre : Felicity Jones
- 15 novembre : Laura Smet
- 19 novembre : Adam Driver
- 20 décembre : Jonah Hill

## Principaux décès
- 24 janvier : George Cukor, réalisateur américain
- 27 janvier : Louis de Funès, acteur français
- 4 février : Lucienne Bogaert, actrice française
- 14 mars : Maurice Ronet, acteur et réalisateur français
- 30 avril : Jerry Fujikawa, acteur américain
- 25 juillet : René Fallet, écrivain français
- 29 juillet : 
  - Luis Buñuel, réalisateur espagnol
  - David Niven, acteur britannique
- 30 août : Raymond Massey, acteur américain
- 5 décembre : Robert Aldrich, producteur et réalisateur américain
- 16 décembre : Grigori Alexandrov, réalisateur russe